# ファウストゥス・コルネリウス・スッラ・フェリクス
ファウストゥス・コルネリウス・スッラ・フェリクス（Faustus Cornelius Sulla Felix, 22年 - 62年）は、ユリウス＝クラウディウス朝時代の元老院議員。皇族とも近い関係にあり、一時期は皇位継承者としても目される人物でもあった。
父はファウストゥス・コルネリウス・スッラ・ルクッルス、母はドミティア・レピダ、父方からはスッラの血統を、母方からはユリウス氏族の小オクタウィアとマルクス・アントニウスの血統を継ぐ。また皇帝クラウディウスの従弟になる。タキトゥスによれば、性格は臆病で卑劣であったと言う。
47年にクラウディウスの娘クラウディアと結婚する。この結婚により息子が一人生まれたが、夭折した。
52年、ネロの帝位継承の2年後にコンスルを務める。しかしネロから、先帝クラウディウスの解放奴隷で先帝の秘書官僚を務めていたナルキッソスおよび親衛隊長官ブッルスと共謀して帝位に登ろうとした咎で告発される。告発の場ではファウストゥスが関与していたとは思えなかったが、ネロはファウストゥスの血筋が皇帝に近いものと警戒していた。58年には再びネロより謀略疑惑を持ちかけられ攻撃される。ネロはあたかもファウストゥスが罪を犯したかのように取り扱い、59年にはマッシリアへ流罪にした。その後、ネロにより刺客を送られ、夕食時に殺されたという。